# Wladimir Grigorjewitsch Admoni

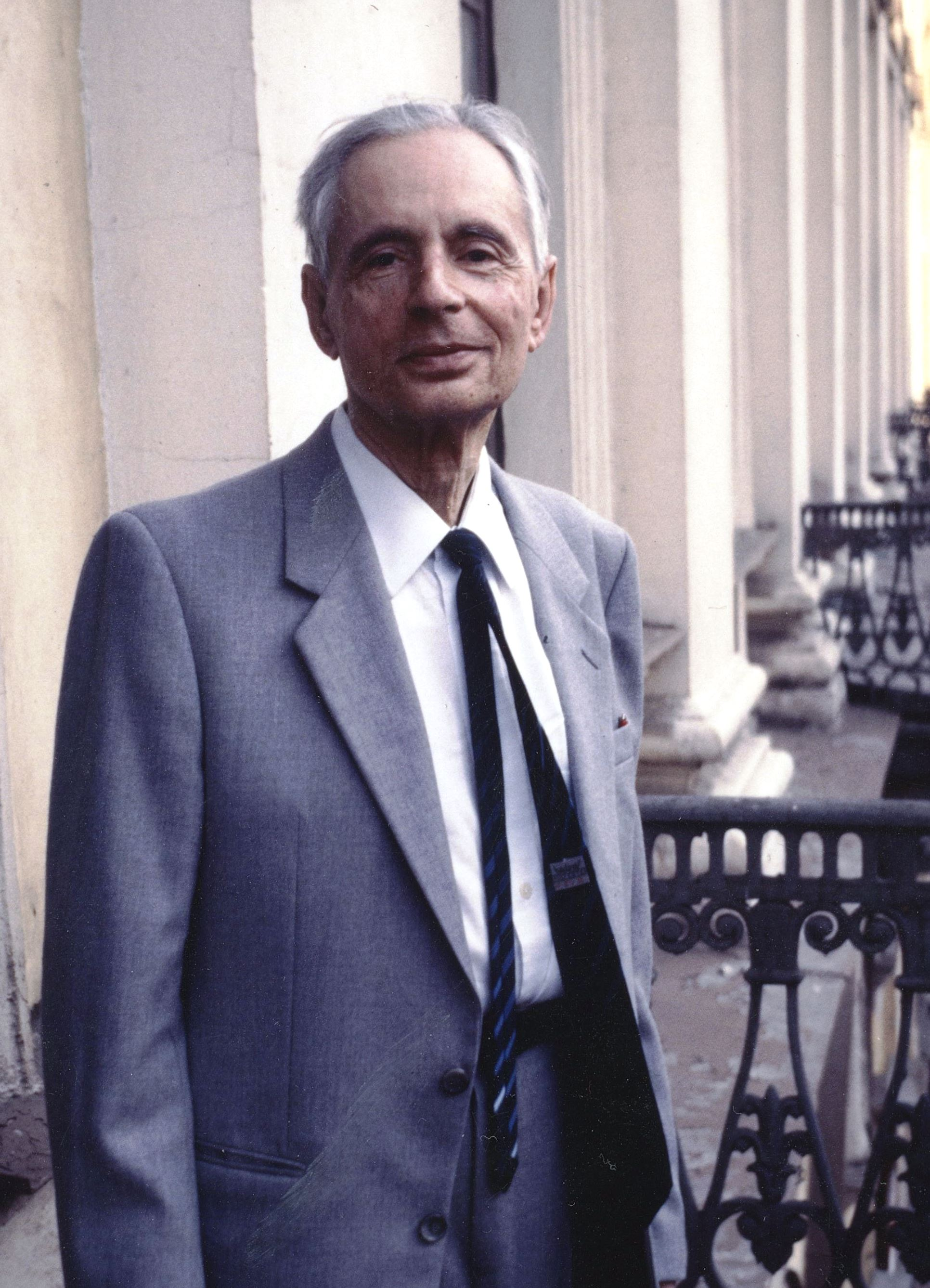
Wladimir Grigorjewitsch Admoni 1989

Wladimir Grigorjewitsch Admoni (eigentlich Krasnyj-Admoni, russisch Владимир Григорьевич Адмони, wiss. Transliteration Vladimir Grigor'evič Admoni; geboren 16. Oktoberjul. / 29. Oktober 1909greg. in Sankt Petersburg; gestorben 26. November 1993 ebenda) war ein russisch-jüdischer und sowjetischer Germanist und Skandinavist, Linguist und Literaturwissenschaftler, Übersetzer, Schriftsteller und Dichter. Wladimir Admoni ist der Sohn des Juristen und Historikers Grigorij-Gojwisch Jakowljewitsch Krasnyj-Admoni (Григорий-Гойвиш Яковлевич Красный-Адмони) und seiner Frau Raisa Jakowljewnja Pumper (Раиса Яковлевня Пумпер).

## Leben
Admoni schloss 1930 an der Leningrader Staatlichen Pädagogischen Alexander-Herzen-Hochschule sein Germanistikstudium ab. 1939 promovierte er mit einer Arbeit zu Jean Paul. Während der Leningrader Blockade im Winter 1941–1942 verfasste Admoni Propagandaverse gegen den Krieg, die zur Verbreitung unter den deutschen Soldaten bestimmt waren. In der Zeit der Evakuierung in Taschkent 1942–1944 erarbeitete er sich das Werks Henrik Ibsens, über das er sich nach dem Krieg und der Rückkehr nach Leningrad 1947 habilitierte. 1948 wurde ihm der Professorentitel verliehen. In den Nachkriegsjahren unterrichtete Admoni zunächst am I. Leningrader Pädagogischen Institut für Fremdsprachen, ab 1957 wieder an der Leningrader Staatlichen Pädagogischen Alexander-Herzen-Hochschule. Dort übernahm er an der Fakultät für Fremdsprachen den Lehrstuhl für deutsche Philologie, dessen Leitung er bis 1960 innehatte. Von 1960 bis 1982 war Admoni Wissenschaftlicher Oberassistent der Leningrader Abteilung des Instituts für Sprachwissenschaften der Akademie der Wissenschaften der UdSSR. Er starb im Alter von 84 Jahren in Sankt Petersburg. Seine Grabstätte befindet sich auf dem Sankt-Petersburger Jüdischen Friedhof.
In dem 1993 in russischer Sprache erschienenen autobiografischen Roman Wir erinnern uns (russisch Мы вспоминаем), der sich aus den eigenen Lebenserinnerungen und denen seiner 1974 verstorbenen Ehefrau Tamara Sil'man (Тамара Сильман) speist, werden neben den Lebensläufen der beiden Protagonisten acht Jahrzehnte aus der Geschichte des Landes und den Geschicken seiner Menschen lebendig. Zahlreiche Wissenschaftler, Schriftsteller und Komponisten, mit denen Admoni Kontakte und Freundschaften pflegte, finden darin einen Platz, darunter Viktor Zhirmunsky (Виктор Жирмунский), Dmitri Schostakowitsch (Дмитрий Шостакович), Ossip Mandelstam (Оссип Мандельштам), Michail Soschtschenko (Михаил Зощенко), Anna Achmatova (Анна Ахматова), Erika Mann und Heinrich Böll. Im Nachwort von Мы вспоминаем (S. 498) bekennt der Verfasser, dass der Text vollständig aus seiner Feder stammt.

## Werke (Auswahl)

### Wissenschaftlich
- Henrik Ibsen. Die Paradoxie eines Dichterlebens. Beck, München 1991. (= Beck’sche Reihe; 619; Autorenbücher) ISBN 3-406-33166-1
- Historische Syntax des Deutschen. Niemeyer, Tübingen 1990. ISBN 3-484-10650-6
- Грамматический строй как система построения и общая теория грамматики. Наука: Ленинград 1988.
- Der deutsche Sprachbau. 4., überarb. und erw. Aufl. Beck, München 1982. ISBN 3-406-08598-9
- Строй современного немецкого языка. Изд. Просвешение: Москва, Ленинград 1966.

### Fiktional
- (vorgeblich) mit Тамара Сильман Tamara Silman:Мы вспоминаем. Роман. Издательство „Композитор“: Санкт Петербург 1993.

### Gedichte
- Die neue Menschlichkeit. Literaturverlag Norden: Leverkusen 1992. ISBN 3-927153-33-8
- Из долготы дней. Стихотворения 1925–1983. Советский писатель: Ленинград 1984.

## Ehrungen
- Preisträger der Goethemedaille 1971[7]
- Ehrendoktor der Universität Uppsala 1980[8]
- 1987 Korrespondierendes Mitglied des wissenschaftlichen Rats des Instituts für Deutsche Sprache in Mannheim[9]
- 1988 Korrespondierendes Mitglied der Niedersächsischen Akademie der Wissenschaften zu Göttingen[10]
- Konrad-Duden-Preisträger 1987.[11] Die 1988 gehaltene Preisrede[12] trug den Titel „Die Tagebücher der Dichter in sprachlicher Sicht“.[13]
- Seit 2006 werden durch das nach ihm benannte „Vladimir-Admoni-Programm“ (VAP) des DAAD, das aus Mitteln des Auswärtigen Amtes gespeist wird, Doktoranden in Germanistik und Deutsch als Fremdsprache in den Ländern Mittelosteuropas, den GUS-Staaten und ab 2018 auch in der Region Nahost/Nordafrika gefördert.[14]